# Хоэн-Зюльцен
Хоэн-Зюльцен (нем. Hohen-Sülzen) — община в Германии, в земле Рейнланд-Пфальц. 
Входит в состав района Альцай-Вормс. Подчиняется управлению Монсхайм.  Население составляет 618 человек (на 31 декабря 2010 года). Занимает площадь 3,78 км².